# Conrad I Kettler

Wapen Kettler / von Ketteler

Conrad I zu Hüsten kastelein van Hüsten (geboren ca. 1195 / 1200).
Van Conrad wordt algemeen aangenomen dat hij de stamvader is van het geslacht Kettler, ook bekend als van Ketteler. In 1233 wordt hij als Conradus de Hustene castellanus / kastelein op Haus Hüsten genoemd. Zeer waarschijnlijk was hij een zoon van de burgman Lambertus de Hustene die in 1210 genoemd wordt.
De naam van de moeder van zijn zoon is niet bekend. 
- Conrad II von Hüsten heer van Hüsten (ca. 1220 - voor 1295)

Nazaten van hem zijn, via vrouwelijke takken, onder anderen:
- Jacob Kettler, vanaf 1642 hertog van Koerland en Semgallen.
- Hedwig Freiin von Sierstorpff (1848-1900), de grootmoeder van moederszijde van prins Bernhard.
- Aschwin Thedel Adelbert von Sierstorpff-Cramm (1846-1909), de grootvader van moederszijde van prins Bernhard.
- Bernhard van Lippe-Biesterfeld, de prins-gemaal van koningin Juliana der Nederlanden en vader van onder meer Beatrix der Nederlanden
- Claus van Amsberg, de prins-gemaal van koningin Beatrix der Nederlanden.

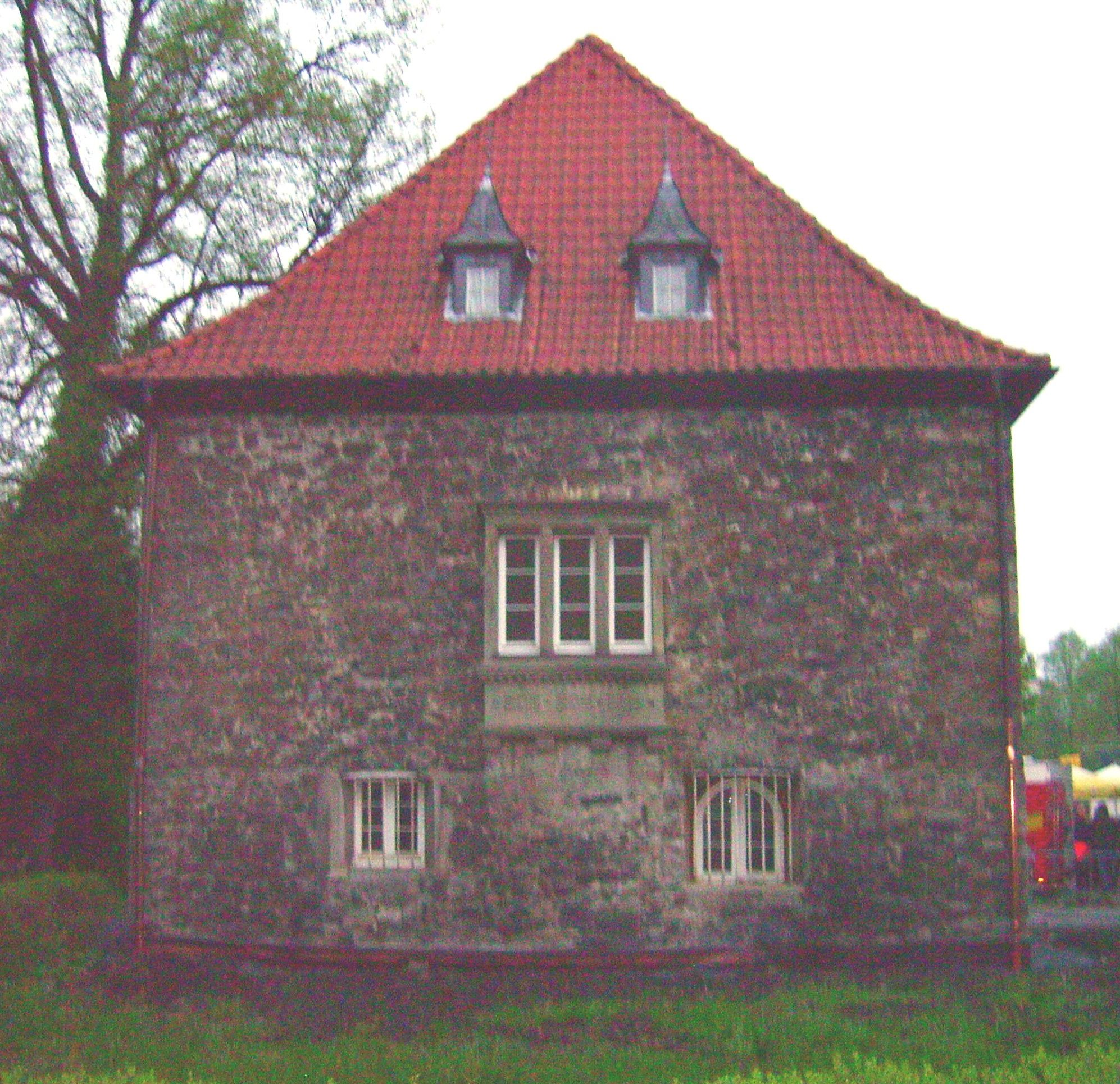
Haus Hüsten